# Ignacio Martínez de Pisón

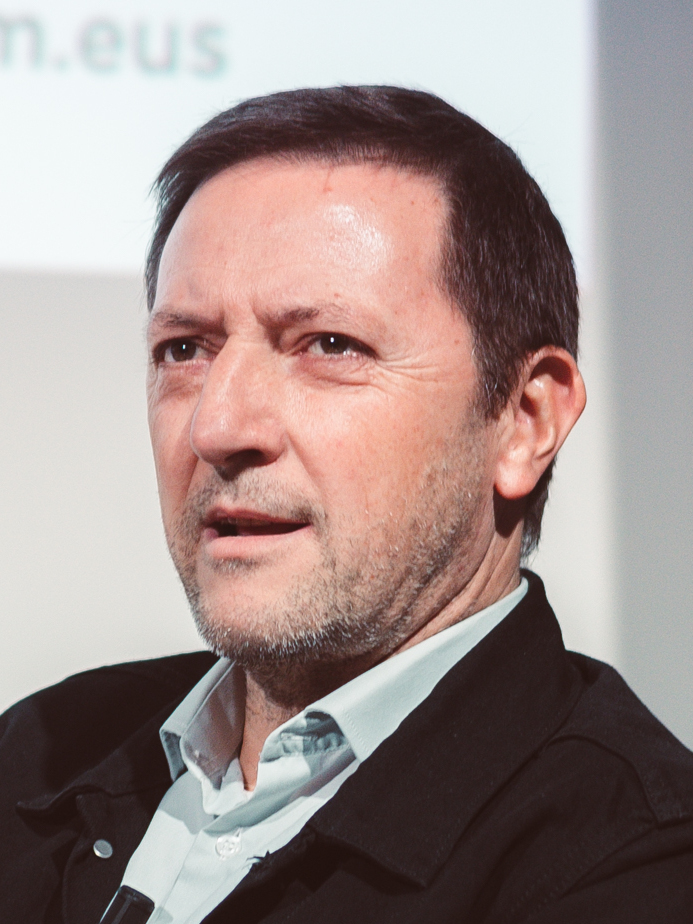
Ignacio Martínez de Pisón (2017)

Ignacio Martínez de Pisón Cavero (geb. 1960 in Zaragoza, Aragón) ist ein spanischer Schriftsteller und Drehbuchautor. Er wurde 2015 für seinen Roman La buena reputación mit dem spanischen Literaturpreis Premio Nacional de Narrativa ausgezeichnet.

## Biographie
Ignacio Martínez de Pisón wurde 1960 in Saragossa geboren, obwohl er seine ersten Jahre in Logroño verbrachte, weil sein Vater dort als Militär stationiert war. Er stammt mütterlicherseits von Francisco Cavero y Álvarez de Toledo ab, einem karlistischen Militär und Aristokraten, der in Aragón während des Dritten Karlistenkriegs beteiligt war. Er ist der Bruder von José María Martínez de Pisón, Professor für Rechtsphilosophie an der Universität von la Rioja.
Als er 9 Jahre alt war, starb sein Vater, woraufhin die Familie nach Zaragoza zurückkehrte, wo Ignacio auf eine Jesuitenschule ging. Er schloss sein Studium der Hispanistik an der Universität Zaragoza ab und studierte nach Abschluss seines Studiums im Jahr 1982 Italienische Philologie in Barcelona, wo er seitdem lebt.
Nach seinem ersten Roman La ternura del dragón aus dem Jahre 1984, der mit dem Casino de Mieres-Preis ausgezeichnet wurde, widmet er sich gänzlich der Literatur. Neben seiner Vorliebe für Roman und Kurzgeschichten hat er auch das Drehbuch für die Kinoverfilmung seines Buchs Carreteras Secundarias geschrieben, die 1997 unter der Regie von Emilio Martínez Lázaro entstand und für die er als bestes Drehbuch für den spanischen Filmpreis, den Premio Goya nominiert wurde. Im Jahr 2003 brachte der französische Regisseur Manuel Poirier diesen Roman unter dem Titel Chemins de traverse auf die Leinwand zurück. Zusammen mit Emilio Martínez Lázaro schrieb er auch das Drehbuch zu Las trece rosas, wofür er bei der Goya-Preisverleihung für das beste Originaldrehbuch nominiert wurde. Außerdem ist er zusammen mit Fernando Trueba Co-Autor des Drehbuchs für den Animationsfilm Chico & Rita, bei dem Fernando Trueba, Javier Mariscal und Tono Errando Regie führten.
Seine Romane sind in ein Dutzend Sprachen übersetzt worden. Er hat mehrere Theateradaptionen gemacht (El filo de unos ojos). Außerdem hat er Presseartikel in verschiedenen Zeitungen und Literaturkritiken in den Literaturbeilagen u. a. von ABC und El País verfasst. Seit Anfang 2015 schreibt er regelmäßig für La Vanguardia.
Er ist verheiratet und hat zwei Kinder mit María José Belló, der Tochter des Spielers und Trainers der spanischen Fußballmannschaft Real Zaragoza, Luis Belló. Er ist mit dem Titel "Hijo predilecto" der Stadt Zaragoza verehrt worden und wurde am 17. April 2015 als „Angesehenster Absolvent“ der Fakultät für Philosophie und Literatur der Universität Zaragoza, seiner Alma Mater, ausgezeichnet.

### El tiempo de las mujeres
El tiempo de las mujeres, ein komplexer und anspruchsvoller Roman, schildert die Geschichte von drei Schwestern vor dem Hintergrund des Übergangs von der Franco-Diktatur zur Demokratie in Spanien. Auf diese Weise erhält der Tod ihres Vaters eine gewisse symbolische Bedeutung, da sie plötzlich erwachsen werden müssen. Die junge María fühlt sich gezwungen, die Lücke zu füllen, die ihr Vater hinterlassen hat, da ihre Mutter schutzlos und unreif ist, ihre Schwester Carlota unbesonnen und mystisch und die andere, Paloma, nur daran zu denken scheint, von zu Hause wegzukommen. Der Roman ist das Ergebnis des Zusammenbruchs der Illusionen aller dreier Schwestern, und das Familienanwesen, die Villa Casilda, symbolisiert eine glückliche und geeinte Kindheit, aus der sie durch den Tod des Vaters gerissen werden, wodurch das weitere Leben einer jeden von ihnen unabhängig vom Schicksal der anderen wird. Es handelt sich um einen Bildungsroman oder Frauenroman mit drei verschiedenen Ich-Erzählern, in dem das eigentliche Thema das Zusammentreffen von Erwachsenwerden und Einsamkeit ist und die Handlung von anfänglicher Komik über die Ernüchterung zum Drama führt.

### Enterrar a los muertos
In seinem essayistischsten Werk, Enterrar a los muertos, gibt er der wahren Begebenheit des Mordes an José Robles Pazos und dessen Untersuchung durch den amerikanischen Schriftsteller John Dos Passos eine erzählerische Form. Das Verbrechen war damals eine Cause Célèbre, die hitzige Debatten hervorrief und auf die sich später viele der führenden Historiker des Bürgerkriegs – oft in einseitiger oder fehlerhafter Weise – bezogen. José Robles und John Dos Passos lernten sich Ende 1916 kennen, und ihre Freundschaft wurde nur durch den Tod des Ersteren im Jahr 1937 unterbrochen. Robles übersetzte Dos Passos Manhattan Transfer ins Spanische und war ein begeisterter Republikaner, der im Juli 1936 nicht zögerte, sich in den Dienst der rechtmäßigen und demokratisch legitimierten Regierung zu stellen. Einige Zeit später wurde er in Valencia vom sowjetischen Geheimdienst verhaftet und verschwand. John Dos Passos erfuhr erst im April 1937 von seiner Ermordung, als er in Spanien an einer republikanischen Propaganda-Dokumentation mitarbeitete. Er war fest entschlossen, die Wahrheit herauszufinden und stieß dabei auf ein dichtes Verschwörungsnetz aus Schweigen und Lügen, und was er damals erlebte, sollte schließlich seine ideologische Haltung bestimmen und zum Bruch seiner alten Freundschaft mit Ernest Hemingway führen.
Ignacio Martínez de Pisón hat ein dunkles Kapitel der jüngsten Vergangenheit sorgfältig dokumentiert und mit einem Gemälde der spanischen Sozialgeschichte aufgehellt, das die wichtige moralische Frage der Würde in einem totalitären Regime in der scheinbaren Form eines Krimis aufwirft.

### Dientes de leche
Literaturkritiker Ernesto Ayala-Dip hat über den Roman geschrieben, dass der Autor „darin immer als Sieger hervorgeht. Das ist die Funktion der Kunst. (…) Als würde der Autor uns sagen: Das Leben ist manchmal unglaublich und die Kunst der Fiktion hat die Pflicht, es glaubhaft zu machen“.

### La buena reputación
Im Jahr 2014 veröffentlichte er La buena reputación, wofür er 2015 mit dem spanischen Literaturpreis, dem Premio Nacional de Narrativa ausgezeichnet wurde.
Die Preis-Jury beschrieb es als „ein Porträt der jüdisch-spanischen Welt in Melilla zur Zeit des Protektorats und die komplexe Entwicklung eines Netzes von Familienbeziehungen im Rahmen einer langen Geschichte, die der Roman-Tradition sehr nahesteht“.
Bei Kritikern und Publikum kam der Roman sehr gut an. Kritiker J. M. Pozuelo Yvancos erklärte, dass „dieser Roman uns zeigt, dass Martínez de Pisón bereits ein Meister geworden ist“.

### Derecho natural
Sein nächster Roman, Derecho natural, der 2017 veröffentlicht wurde, erzählt die Geschichte eines gescheiterten Schauspielers, der seinen Lebensunterhalt als Demis-Roussos-Imitator verdient. Es zählt laut Babelia, der El País-Kulturbeilage, zu den 20 besten Büchern des Jahres 2017.

### Filek. El estafador que engañó a Franco
Im Jahr 2018 veröffentlichte er Filek. El estafador que engañó a Franco, in dem er eine Untersuchung über eine reale Person vorstellt, einen Betrüger, der sich als Erfinder eines synthetischen Benzins ausgibt und der 1939 in Spanien sehr erfolgreich war. Ebenfalls aus dem Jahr 2018 stammt die preisgekrönte TV-Adaptation seines Romans El día de mañana, die unter der Regie von Mariano Barroso auf der TV-Plattform Movistar Plus ausgestrahlt wird.

### Fin de temporada
Im Jahr 2020 kehrte er zur Belletristik zurück und veröffentlichte Fin de temporada, von dem die Kritiker schrieben: „…es gibt nur wenige spanische Schriftsteller, die die Erzählung einer Geschichte besser strukturieren können als er. Bei diesem Roman hat der Leser oft das Bedürfnis, die Lektüre hinauszuzögern, damit sie nicht zu Ende geht, weil er sie so sehr genießt“ (José María Pozuelo Ivancos, ABC Cultural) oder „Ein Roman, der durch seine Emotionalität und psychologische Scharfsinnigkeit entwaffnet“ (Carlos Pardo, Babelia).

## Werke
- La ternura del dragón (Anagrama, 1984), Roman.
- Alguien te observa en secreto (Anagrama, 1985), Kurzgeschichten.
- Antofagasta (Anagrama, 1987), bestehend aus 2 Kurzgeschichten: "La última isla desierta" y "Antofagasta".
- Nuevo plano de la ciudad secreta (Anagrama, 1992), Roman.
- El fin de los buenos tiempos (Anagrama, 1994), drei Geschichten oder kurze Romane: "Siempre hay un perro al acecho", "El fin de los buenos tiempos" y "La ley de la gravedad".
- El tesoro de los hermanos Bravo (Alba, 1996), Roman.
- Carreteras secundarias (Anagrama, 1996), Roman.
- Foto de familia (Anagrama, 1998), Kurzgeschichten.
- El viaje americano (SM, 1998), Roman.
- Una guerra africana (SM, 2000 y RBA, 2008), Roman.
- María bonita (Anagrama, 2001), Roman.
- El tiempo de las mujeres (Anagrama, 2003), Roman.
- Enterrar a los muertos (Seix Barral, 2005), Roman über José Robles Pazos, Übersetzer von John Dos Passos, 1937 von sowjetischen Geheimdiensten ermordet.
- Las palabras justas (Xordica, 2007), Bericht.
- Dientes de leche (Seix Barral, 2008), Roman.
- Partes de guerra (RBA, 2009; Catedral, 2022), als Anthologe von 35 Geschichten über den spanischen Bürgerkrieg (39 Geschichten und ein neuer Prolog in der Neuauflage).
- Aeropuerto de Funchal (Seix Barral, 2009), Anthologie von Kurzgeschichten.
- El día de mañana (Seix Barral, 2011), Roman, Premio de la Crítica.
- La buena reputación (Seix Barral, 2014), Roman, Premio Nacional de Narrativa.
- Derecho natural (Seix Barral, 2017), Roman.
- Filek: El estafador que engañó a Franco (Seix Barral, 2017), Roman.
- Fin de temporada (Seix Barral, 2020), Roman.

## Preise
- 1984 Premio Casino de Mieres für La ternura del dragón.
- 1991 Premio Torrente Ballester für Nuevo plano de la ciudad secreta.
- 1999 Premio NH für das beste spanische Buch über Kurzgeschichten für Foto de familia.
- 2000 Premio Pedro Saputo für das beste aragonische Buch für María bonita.
- 2005 Premio Rodolfo Walsh für Enterrar a los muertos.
- 2006 Premio Dulce Chacón de Narrativa Española für Enterrar a los muertos.
- 2009 Premio San Clemente für Dientes de leche.
- 2011 Premio de las letras Aragonesas.
- 2011 Premio Hislibirs für den besten spanischen Autor für El día de mañana.
- 2011 Premio de la Critica de narrativa castellana für El día de mañana.
- 2011 Finalist für den Europäischen Buchpreis der Europäischen Union El día de mañana.
- 2012 Premio Ciutat de Barcelona für El día de mañana.
- 2012 Giuseppe Acerbi für Dientes de leche.
- 2012 Espartaco Semana negra de Gijón für El día de mañana.
- 2012 Premio Don Luis für literarische Exzellenz.
- 2014 Premios Cálamo für La buena reputación.
- 2015 Premio Nacional de narrativa für La buena reputación.
- 2017 Premio José Antonio Labordeta a la Literatura.
- 2020 Premio Artes & Letras, Sonderpreis der Jury.